# Amaiur

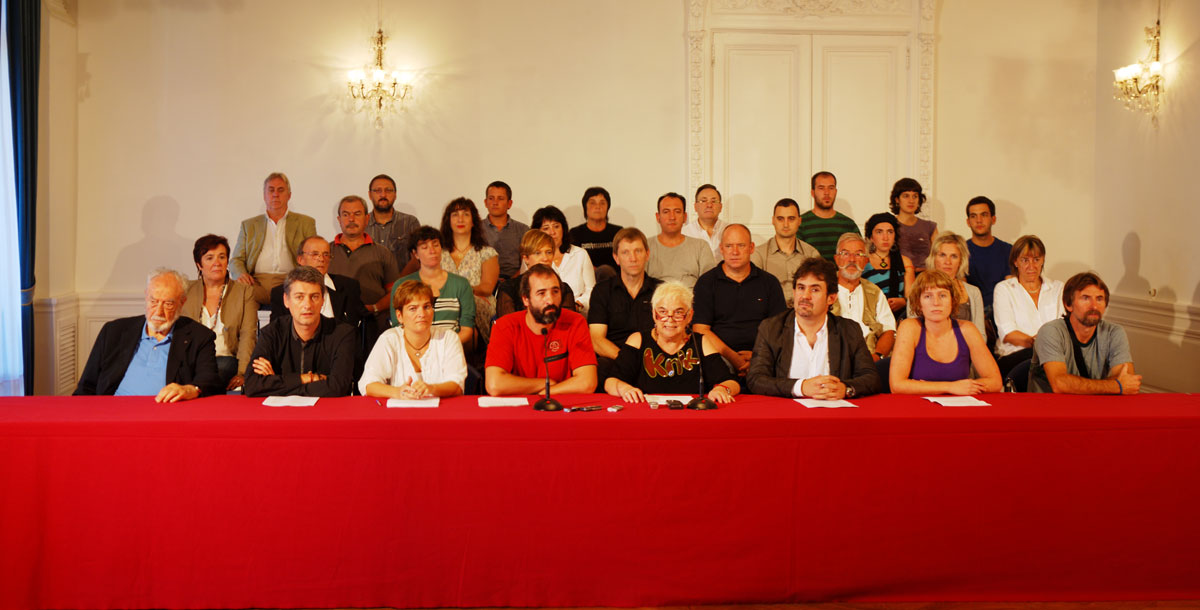
Acto de presentación de la coalición.

Amaiur fue una coalición política española soberanista y de izquierda que actuó en el País Vasco y Navarra. Fue conformada por Eusko Alkartasuna, Alternatiba, Aralar e independientes de la izquierda abertzale para concurrir a las elecciones generales de 2011. Tenía como objetivo defender desde el País Vasco y Navarra el derecho de autodeterminación de Euskal Herria en el Congreso de los Diputados y el Senado de España.
La coalición debía su nombre a la localidad de Maya (Amaiur en euskera), lugar donde sucedió el sitio del Castillo de Maya, uno de los últimos reductos de resistencia durante la Conquista de Navarra.

## Origen
En abril de 2011 se había formado la coalición Bildu, integrada por los partidos Eusko Alkartasuna y Alternatiba, y las agrupaciones Araba Bai y Herritarron Garaia, junto con otros independientes de la izquierda abertzale. En las elecciones municipales, forales y autonómicas de mayo de ese año, Bildu quedó como segunda fuerza política en el País Vasco (detrás del PNV) y cuarta en Navarra (detrás de UPN, PSN y NaBai). Tras estos buenos resultados, Bildu propuso la creación de un posible frente soberanista con el PNV y Aralar para las elecciones generales de noviembre.
Por su parte, Aralar, pese a coincidir ideológicamente en muchos aspectos con los integrantes de Bildu, en el País Vasco se había presentado en solitario sufriendo un notable descenso electoral, mientras que en Navarra reeditó su pacto con el PNV. Posteriormente, en su V Congreso, aprobó la ponencia política que le instaba a concurrir en coalición con Bildu así como extender dicho pacto a NaBai. Si bien, esto último fue descartado tanto por el PNV como por Zabaltzen, que decidieron presentarse como Geroa Bai en Navarra ante la imposibilidad de hacerlo con las siglas de NaBai. Finalmente, Aralar llegó a un acuerdo programático con las fuerzas integrantes de Bildu, mientras que el PNV rechazó definitivamente confluir en esta alianza electoral.
El 27 de septiembre de 2011 se realizó un acto de presentación en el que intervinieron Rufi Etxeberria y Txelui Moreno, presentados como portavoces de la izquierda abertzale; el secretario general de EA, Pello Urizar; la representante de Aralar Rebeka Ubera y el portavoz de Alternatiba, Oskar Matute; en el que expusieron que la coalición reivindica "el reconocimiento nacional y el derecho a decidir que le asiste a Euskal Herria". Igualmente, definen el Acuerdo de Gernika como "la única hoja de ruta existente actualmente que nos llevará a la paz". También consideran necesario un marco vasco de relaciones laborales que permita "establecer políticas de empleo y protección social soberanas", y defienden los "modelos públicos en educación, sanidad y políticas sociales".
A principios de octubre el colectivo Erabaki, formado por antiguos miembros del POR, abandonó Ezker Batua-Berdeak y anunció que pediría el voto para Amaiur. Asimismo, Euskal Herriko Komunistak (EHK) también pidió el voto para la coalición.

## Candidatos
Maite Aristegi (exsecretaria general de EHNE y vinculada a la red Independentistak) encabezaba la lista de Guipúzcoa para el Congreso, seguida por Rafael Larreina (EA) y Xabier Mikel Errekondo; Sabino Cuadra (LAB) encabezaba la de Navarra, seguido por Aritz Romeo (Aralar); la lista por Vizcaya estaba encabezada por Iñaki Antigüedad (catedrático de la UPV y exparlamentario por HB y EH), seguido de Jon Iñarritu (Aralar); y el abogado Iker Urbina (defensor en los últimos años de varios miembros de Segi) encabezaba la de Álava, seguido por Begoña Garaigordobil (EA).
Los números uno al Senado correspondieron a Jonathan Martínez (Alternatiba), por Vizcaya; Amalur Mendizabal, por Guipúzcoa; Pedro Mari Olaeta (EA), por Álava; y Maite Iturre (Aralar), por Navarra.
En las listas también figuraban Iñigo Iruin (senador por HB en 1989, defensor de ANV ante el Tribunal Constitucional y abogado en el caso Lasa y Zabala), por Guipúzcoa; Ane Muguruza, hija de Josu Muguruza, por Vizcaya; el hijo de Carlos Garaikoetxea como suplente al Senado por Navarra, y el pelotari Oier Zearra como suplente al Senado por Álava.

## Resultados
En las elecciones generales del 20 de noviembre de 2011 Amaiur registró un total de 334.498 votos, que le otorgaron siete diputados y tres senadores, siendo la segunda fuerza más votada en la comunidad autónoma del País Vasco (primera en número de diputados) y tercera en la de Navarra. De estos diez parlamentarios electos, un diputado y un senador pertenecen a Eusko Alkartasuna (EA), un diputado es de Aralar y los otros siete figuran como independientes de la izquierda abertzale.
En Álava obtuvo 32.267 sufragios (19,11%) y el primer diputado de la izquierda abertzale por esa circunscripción de la historia; siendo la primera fuerza en diez municipios del territorio histórico, entre ellos Llodio donde empató en número de votos con el PNV, y la tercera en el conjunto de la circunscripción, por detrás de PP y PSE-EE. En Guipúzcoa consiguió tres diputados y tres senadores al haber obtenido 129.655 votos, el 34,81% de los votos válidos; siendo la fuerza más votada en dicha circunscripción y en todos los municipios del territorio histórico, a excepción de Éibar, Irún, Zumárraga y Lasarte-Oria, donde venció el PSE-EE, y Fuenterrabía, donde ganó el PNV. En Navarra la coalición registró 49.100 votos (14,86%) y consiguió un diputado; siendo la tercera fuerza de la circunscripción, por detrás de UPN-PP y PSN. En Vizcaya obtuvo 122.606 votos (19,21%) y dos diputados; siendo la fuerza más votada en 29 municipios y la tercera en el conjunto del territorio histórico, por detrás de PNV y PSE-EE.
Aunque en un primer momento los representantes de Amaiur aseguraron que tendrían grupo propio en el Congreso al no tomar posesión el diputado por Navarra, Sabino Cuadra, que no asistió a la sesión de constitución de las Cortes, la Mesa del Congreso no admitió esta petición amparándose en informes jurídicos y en la lectura estricta de la ley. Amaiur presentó ante el Tribunal Constitucional un recurso de amparo contra dicha decisión al considerar que se adoptó por motivos exclusivamente políticos, sin embargo finalmente este recurso no fue admitido a trámite.
En las elecciones generales de 2015 se presentó con el nombre de Euskal Herria Bildu, obteniendo dos diputadas pero ningún senador.